# Kiełpinko
Kiełpinko (deutsch Neukölpin) ist eine Ortswüstung in der Woiwodschaft Westpommern in Polen. Sie liegt in der Gmina Brojce (Gemeinde Broitz) im Powiat Gryficki (Greifenberger Kreis).
Die Wüstung liegt in Hinterpommern, etwa 80 Kilometer nordöstlich von Stettin und etwa 30 Kilometer südwestlich von Kolberg, knapp 2 Kilometer südlich von Kölpin. 
Der Wohnplatz wurde im 19. Jahrhundert nach der Separation in der Feldmark von Kölpin angelegt. Um 1860 wurde unterschieden zwischen einer „Colonie“, die aus sechs Häusern bestand und zum Gutsbezirk Kölpin A gehörte, und einem „abgebauten Katen, Hönkeberg genannt“, der zum Gutsbezirk Kölpin B gehörte. In Ortslexika von 1885 und 1895 ist der Wohnplatz als „Henkenberge“ aufgeführt. Um 1900 setzte sich dann der Ortsname „Neukölpin“ durch. Im Jahre 1939 wurden in Neukölpin 37 Einwohner in 8 Haushalten gezählt.   
Bis 1945 bildete Neukölpin einen Wohnplatz in der Gemeinde Kölpin und gehörte mit dieser zum Kreis Kolberg-Körlin.
1945 kam Neukölpin, wie ganz Hinterpommern, an Polen. Der Ort erhielt den polnischen Ortsnamen „Kiełpinko“. Heute liegt er wüst. 